# Stronnictwo Pracy
Die Stronnictwo Pracy (SP) (deutsch Partei der Arbeit) war eine ursprünglich christdemokratische polnische Partei, die in der Volksrepublik Polen zur Blockpartei wurde.

## Geschichte

### Die SP in der Zweiten Republik
Die SP wurde am 10. Oktober 1937 durch Fusion der drei Vorgängerparteien Polskie Stronnictwo Chrześcijańskiej Demokracji (Christlich-Demokratische Bauernpartei Polens), Narodowa Partia Robotnicza (Nationale Arbeiterpartei) und Związek Hallerczyków (Haller Union, Parteiführer war Józef Haller) gebildet (siehe auch Front von Morges). Parteivorsitzender wurde Wojciech Korfanty. Hochburgen der Partei waren Schlesien und Pommerellen.

### Die SP im Exil
Mit der Aufteilung von Polen zwischen dem nationalsozialistischen Deutschen Reich und der Sowjetunion endete 1939 die staatliche Eigenständigkeit Polens und damit auch der Möglichkeit der politischen Betätigung der SP.
Ihre führenden Mitglieder gingen in das Exil und beteiligten sich an der Polnischen Exilregierung in London. Parteichef in dieser Zeit war Karol Popiel. Die Partei war durch Cyryl Ratajski (1940–1942), Jan Stanisław Jankowski (1943–1945) und Jerzy Braun (1945) in der Exilregierung vertreten.

### Gleichschaltung nach dem Krieg
Während des Zweiten Weltkriegs wurde Polen durch die Sowjetunion besetzt. Nicht die Londoner Exilregierung, sondern das moskautreue Lubliner Komitee übernahm die Macht in den eroberten Gebieten. Dieses verhinderte zunächst die Wiederzulassung der SP. Weltanschauliche Parteien hatten nach Aussage der kommunistischen Machthaber keinen Platz in Polen.
Stattdessen hoben die Kommunisten eine Abspaltung der SP, die moskautreue Stronnictwo Zrywu Narodowego unter Zygmunt Felczak und Feliks Widy-Wirski, in die Welt. Eine Neuzulassung der SP machte die Polska Partia Robotnicza von einer Zusammenarbeit mit dieser Gruppe abhängig. Karol Popiel lehnte diese Zusammenarbeit ab, da diese eine Unterwerfung der SP unter die Kontrolle der PPR bedeutet hätte. Daher war nicht die SP, sondern die Zryw-Gruppe in der Krajowa Rada Narodowa und in der staatlichen Verwaltung vertreten.
Auch das Angebot Popiels, auf den traditionellen Namen der Partei zu verzichten und die SP unter dem Namen Chrześcijańskie Stronnictwo Pracy (dt.: Christliche Partei der Arbeit, ChSP) auftreten zu lassen wurde von den Kommunisten abgelehnt. 1945 gab die SP nach und wurde mit der Zryw-Gruppe verschmolzen, aber wieder unter dem alten Namen zugelassen. Nachdem 1946 die Zryw-Gruppe die Mehrheit im Vorstand an sich gerissen hatte, beschloss der frei gewählte vorherige Vorstand am 18. Juli 1946 die Selbstauflösung der Partei. Popiel erneuerte den Antrag eine Parteizulassung der ChSP zu erhalten. Diesem Antrag wurde erneut nicht entsprochen und Popiel flüchtete im Sommer 1947 nach London.
Die Kontrolle über die SP durch die PPR war noch nicht umfassend: Bei der massiv gefälschten Sejmwahl in Polen 1947 konnte die SP noch als eigene Liste kandidieren und sich dem Zwang verweigern, sich dem PPR-geführten Wahlblock anzuschließen. Josef Stalin wies der SP bei der Wahl 4,7 % der Stimmen und 12 Mandate zu.
Die Gleichschaltung der SP war jedoch nicht aufzuhalten. Bei der Präsidentschaftswahl in Polen 1947 unterstützen die Abgeordneten der SP mit den Parteien des Blocks Bolesław Bierut. Die Partei blieb als Blockpartei bis 1950 bestehen. Parteichef war 1946 bis 1950 Tadeusz Michejda.

### Im Exil
Die in den freien Westen geflüchteten Mitglieder der SP setzten die Parteiarbeit im Exil fort. Führender Aktivist der Exil-Partei war Hugon Hanke, der als Ministerpräsident in der Exil-Regierung diente. Er erwies sich jedoch als Agent des polnischen Geheimdienstes und flüchtete nach seiner Enttarnung nach Polen. Mit Zygmunt Muchniewski stellte die SP vom 20. Juli 1970 bis 13. Juli 1972 erneut den Exil-Ministerpräsidenten.

## Nach der Wende
Am 12. Februar 1989 wurde die Arbeiterpartei in dem Land (zunächst unter dem Namen „Christlich-Demokratische Arbeiterpartei“) wiederbelebt.

## Parteivorsitzende
- 1937–1939: Wojciech Korfanty
- 1939–1946: Karol Popiel
- 1946–1950: Tadeusz Michejda